# Пашкевич, Андрей Петрович
 Андрей Петрович Пашкевич  (22 марта 1945, Москва, СССР — 21 февраля 2011, Москва, Россия) — советский и российский кинооператор, художник и продюсер.

## Биография и творчество
Родился в 1945 году в семье художника Петра Пашкевича. Закончил ВГИК, получив диплом кинооператора.
В качестве кинооператора работал над рядом полнометражных художественных картин, среди которых «Еще люблю, еще надеюсь» и «Мы жили по соседству», а также многими документальными фильмами.
В 1990-е годы Пашкевич основал собственную телевизионную компанию «Российское музыкальное телевидение» (РМТВ), где создавал культурные программы и сериалы для российских телеканалов.
Параллельно занимался живописью. Вершиной художественного наследия Пашкевича является живописная серия под общим названием «Политэкология», созданная в эпоху горбачёвской перестройки под впечатлением кардинальных политических и социальных перемен в жизни России. Патриотизм — отличительная черта искусства Пашкевича. Его «Политэкология» обладает очистительным посылом. Это предостерегающий рассказ о страданиях и горестях России, футуристическое пророчество мастера, его исцеляющий эликсир потомкам, своеобразный катарсис.
Кроме создания цикла символических картин-размышлений о современной жизни и политике, работал над абстрактными живописными произведениями. Член Международной федерации художников.
Работы Пашкевича находятся в многочисленных частных коллекциях, среди которых коллекции Джорджа Буша-старшего и Библиотеки Ричарда Никсона в США, а также в Португалии, Испании, Франции, Швейцарии, Бельгии, Финляндии, Индии и Южной Корее.

## Выставки
- 1990 Южная Корея, Сеул
- 1991 Москва, Манеж — выставочный центр
- 1992 Москва, Дом кино
- 1993 Бельгия, Антверпен, «Культурная столица Европы 1993»
- 1993 Бельгия, Антверпен, Культурный центр Пушкина
- 1994 Испания, Тенерифе, Центр графики
- 1995 США, Вашингтон, «Никсон Фаундейшн»
- 2002 Москва, Киноцентр, «Музей кино»
- 2004 Москва, Музей современной истории
- 2005 Москва, Арт-Манеж-2005
- 2005 Москва, галерея «Дом Нащокина», выставка «Политэкология»
- 2006 Москва, галерея «Дом Нащокина», автор и участник выставки «Мебель как искусство»
- 2006 Китай, Пекин, участник выставки современной российского искусства в Музее изобразительных искусств, в рамках Года России в Китае
- 2007 Москва, Музей современной истории, выставка «Экспрессия духа»
- 2009 Москва, Московская Дума
- 2010 Москва, Центральный дом художника, выставка «С верой и надеждой»
- 2010 Москва, галерея «Дом Нащокина», выставка «Политэкология-2»
- 2011 Москва, Арт-Манеж-2011
- 2011 Москва, галерея «Дом Нащокина», выставка «Семейные ценности»
- 2012 Болгария, София, Национальная Галерея Иностранного Искусства
- 2012 Москва, «Петр Пашкевич — Андрей Пашкевич» совместная выставка — Всероссийский государственный институт кинематографии имени С. А. Герасимова (ВГИК — художественный факультет)
- 2013 Владимир, Центр изобразительного искусства Владимирской области
- 2013 Калуга, Калужский областной художественный музей
- 2013 Москва, Театр МЕЛ, Вечер памяти Андрея Пашкевича
- 2013 Санкт-Петербург, Научно-исследовательский музей Российской академии художеств — Музей-квартира И. И. Бродского[2]
- 2014 Нижний Новгород, Нижегородский государственный выставочный комплекс
- 2014 Санкт-Петербург, Санкт-Петербургская консерватория имени Н. А. Римского-Корсакова, выставка абстрактной живописи «Движение»
- 2014 Санкт-Петербург, Государственная Консерватория им. Н. А. Римского-Корсакова, выставка «Женские образы»
- 2014 Санкт-Петербург, СПбГУ, стендовый доклад на 5-й международной конференции «Актуальные проблемы теории и истории искусства»
- 2015 Иваново, Ивановский областной художественный музей
- 2015 Москва, Центральный Дом Журналиста, вечер памяти к 70-летию со дня рождения Андрея Пашкевича
- 2015 Старая Русса, Новгородский государственный объединенный музей-заповедник, Дом-Музей Ф. М. Достоевского
- 2016 Великий Новгород, Новгородский государственный объединенный музей-заповедник
- 2016 Санкт-Петербург. Литературно-мемориальный музей Ф. М. Достоевского, «Андрей Пашкевич. Грани творчества»
- 2016 Воронеж, Воронежский областной художественный музей им. И. Н. Крамского
- 2017 Тула, Тульское музейное объединение «Выставочный зал»
- 2017 Москва, Культурный центр им. А.де Сент-Экзюпери-Фонд «Мир Сент-Экзюпери»
- 2018 Кострома, Романовский музей, участие в выставке «Романовы. Россия. Кострома» (8 июня 2018 — 30 июня 2019)
- 2018 Царское село, Историко-Литературный музей города Пушкина, «Связь веков»
- 2018 Санкт-Петербург, Государственный Русский музей — участие в выставке «Карл Маркс навсегда»
- 2019 Рыбинск, Рыбинский музей-заповедник — «Политэкология — Вспоминая 90-е»(7 февраля — 3 марта)
- 2019 Плёс, Музейно-выставочный комплекс «Присутственные места» — выставка «Художник и общество. Россия 1990-х: взгляд изнутри» (12 марта-22 апреля)
- 2019 Новосибирск, Новосибирский Государственный Университет, Музей Истории, Кафедра истории, культуры и искусств, (16 марта-15 апреля)

## Фильмография оператора

### Художественные фильмы
1. Стукач (фильм, 1988) (1988)
2. Еще люблю, еще надеюсь (1984)
3. Молодость. Выпуск 4 (1982)
4. Безумный день инженера Баркасова (ТВ, 1982)
5. Мы жили по соседству (1981)

### Документальные фильмы
- Мой друг Отар Иоселиани 1 часть
- Персонажи из деревни Перемилово